# Lawrence Persico
Lawrence Thomas Persico (ur. 21 listopada 1950 w Monessen w stanie Pensylwania) – amerykański duchowny katolicki, biskup Erie od 2012.

## Życiorys
Do kapłaństwa przygotowywał się w seminarium duchownym w Erlander w Kentucky, a także w Latrobe w Pensylwanii. Święcenia kapłańskie otrzymał 30 kwietnia 1977 i inkardynowany został do rodzinnej diecezji Greensburg. W roku 1982 uzyskał licencjat z prawa kanonicznego na Katolickim Uniwersytecie Ameryki. Nieprzerwanie od roku 1984 był proboszczem parafii św. Jakuba w New Alexandria. Od 1989 kanclerz, a od 2005 wikariusz generalny diecezji Greensburg. Od roku 2005 nosił tytuł prałata honorowego Jego Świątobliwości.
31 lipca 2012 papież Benedykt XVI mianował go biskupem diecezji Erie w metropolii Filadelfia. Sakry udzielił mu 1 października 2012 metropolita Filadelfii - abp Charles Chaput.